# Berlingerode
Berlingerode là một đô thị thuộc huyện Eichsfeld, Đức. Đô thị này có diện tích 11,66 km², dân số thời điểm 31 tháng 12 năm 2006 là 1258 người.